# إليزابيث تشادويك
إليزابيث تشادويك (بالإنجليزية: Elizabeth Chadwick)‏‏ (1957 - ) مؤلفة، وروائية، وكاتِبة من المملكة المتحدة.

## روابط خارجية
- إليزابيث تشادويك على موقع IMDb (الإنجليزية)
- إليزابيث تشادويك على موقع ميوزك برينز (الإنجليزية)
- إليزابيث تشادويك على موقع قاعدة بيانات الفيلم (الإنجليزية)